# Anthony T. Wilson

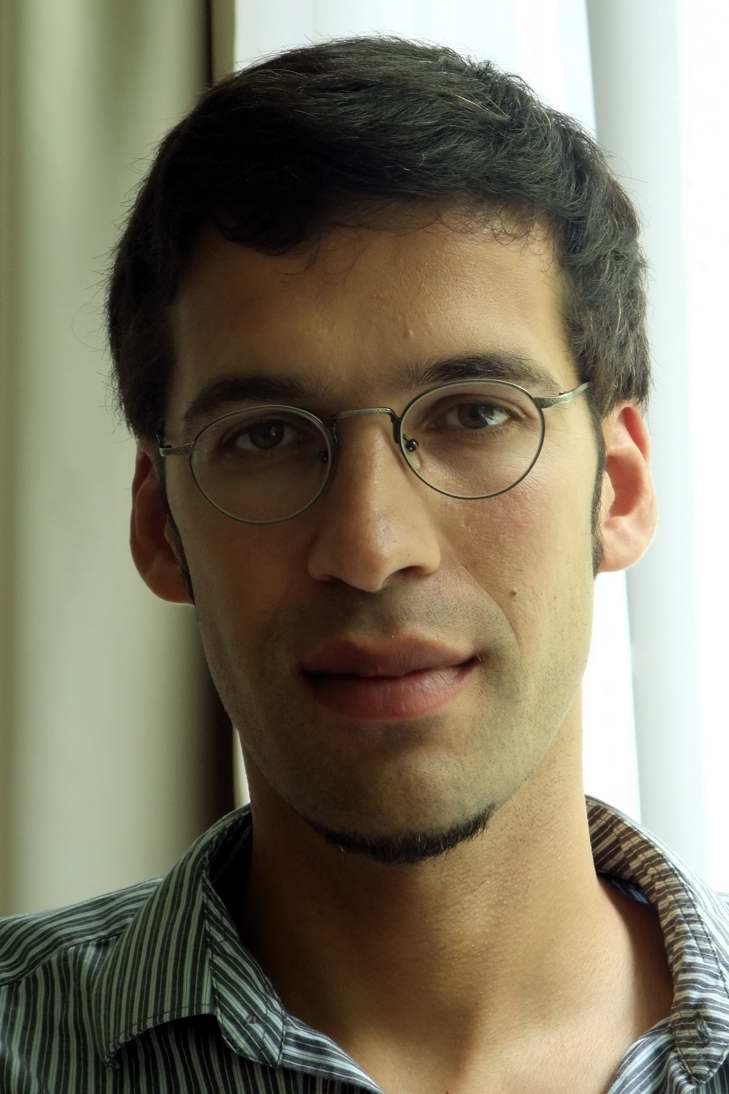
Anthony T. Wilson

Anthony T. Wilson (* 14. Mai 1972 in Linnich) ist ein deutsch-britischer Schriftsteller, Literaturwissenschaftler und Bildender Künstler.

## Leben und Werk
2003 publizierte Wilson seine Doktorarbeit Über die Galgenlieder Christian Morgensterns, in der er Morgensterns Galgenlieder als „Widerständigkeit gegen eingefahrene Sprach- und Denkgewohnheiten“ versteht. Drei Jahre später erschien sein Theaterstück Faeuste. Der Komödie Erster Teil: Versatzstücke aus Goethes Faust aufgreifend, unterzieht Faeuste die Institution „Schule“ ironisch-bissiger Kritik und wurde bei seiner Uraufführung 2005 in der Presse als „[s]kandalös“ empfunden.
Mit dem 2007 ebenfalls in Hamburg uraufgeführten Stück SCHLAF zeigt Wilson, „was den Menschen zum Menschen macht und was sich erst im Traum ganz unzensiert auszudrücken wagt“: Grundthemen wie Sexualität und Angst, „in düsteren Bildern, fast wortlos auf der dämmrigen Bühne“. In einer Ausstellung künstlerischer Fotografien 2009 führt Wilson im Medium des Bildes den bereits in seinen Dramen thematisierten Topos des menschlichen Gefangenseins fort und stellt „die Spannbreite und die Grenzen unseres Daseins fest“. 2021 schreibt Wilson in Zusammenarbeit mit Johannes Boss und Lutz Heineking junior das Drehbuch zur zweiten Staffel der Fernsehserie KBV – Keine besonderen Vorkommnisse.

## Werke
- Faeuste. Der Komödie Erster Teil (= MA, Band 247). Karl Mahnke Theaterverlag, Verden (Aller) 2006, DNB 979742854.
- Schlaf (= MA, Band 283). Karl Mahnke Theaterverlag, Verden (Aller) 2007, DNB 979742854.
- Über die Galgenlieder Christian Morgensterns. (= Epistemata – Würzburger wissenschaftliche Schriften. Reihe: Literaturwissenschaft, Band 448), Königshausen & Neumann, Würzburg 2003, ISBN 3-8260-2490-7 (Dissertation RWTH Aachen 2002, 346 Seiten).
- KBV – Keine besonderen Vorkommnisse. Staffel 2. Drehbuch mit Johannes Boss und Lutz Heineking junior. Erstausstrahlung am 4. November 2021, RTL+